# Maranska
Maranska (francouzsky Marans) je slepice, která se chová především jako nosné plemeno. Vajíčka mají výrazně tmavě hnědou skořápku.

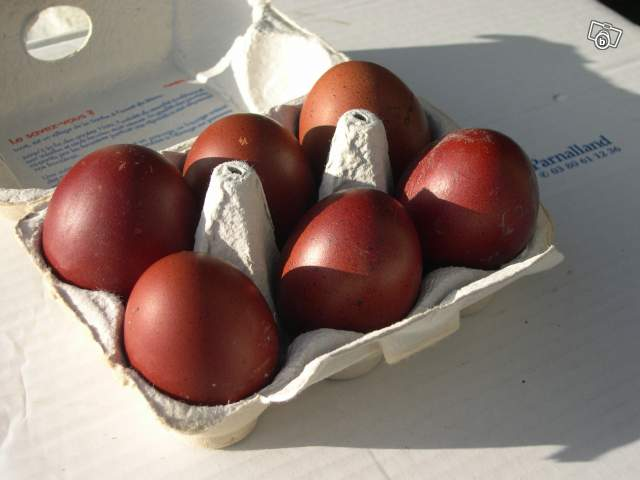
Maransky snáší tmavě hnědá vajíčka

## Původ plemene
Maranska byla vyšlechtěna ve Francii.